# Christoph Hehl

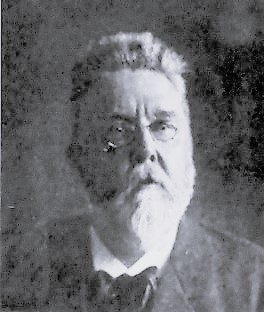
Christoph Hehl

Christoph Carl Adolf Hehl (* 11. Oktober 1847 in Kassel; † 18. Juni 1911 in Charlottenburg) war ein deutscher Architekt und Hochschullehrer.

## Leben
Christoph Hehl war ein Sohn des Inspektors der Höheren Gewerbeschule in Kassel, Johannes Hehl (1800–1884). Sein Bruder war Maximilian Emil Hehl. Er besuchte von 1862 bis 1866 selbst die Gewerbeschule, wo er seine Basisausbildung im Bauwesen erhielt. Zu seinen wichtigsten Lehrern gehörten Georg Gottlieb Ungewitter und Paul Zindel. Nach Ableistung seines Militärdienstes ging er zu einem Studienaufenthalt nach England. Nach seiner Rückkehr arbeitete er zwischen 1870 und 1872 im Büro von Edwin Oppler in Hannover, einem Schüler von Conrad Wilhelm Hase und Eugène Viollet-le-Duc. Auch Hase übte starken Einfluss auf Hehl aus. Dass er am Polytechnikum immatrikuliert und dort Schüler Hases gewesen ist, trifft aber wohl nicht zu.
1872 gründete Hehl in Hannover ein eigenes Architekturbüro. Seit 1894 wirkte er als ordentlicher Professor für mittelalterliche Baukunst an der Technischen Hochschule (Berlin-)Charlottenburg. Hehl, selbst Katholik, war neben August Menken und Max Hasak einer der bedeutendsten Kirchenbaumeister in Berlin und entwarf vorwiegend im schöpferisch veränderten neu-romanischen Stil. Er arbeitete unter anderem auch eng mit den Bildhauern Carl Dopmeyer und Ferdinand Hartzer zusammen und beeinflusste viele seiner Kollegen.
Zu seinen Schülern zählen unter anderen die Architekten Heinrich Jennen, Stephan Mattar, Otto Lüer und Carl Kühn. Kühn führte die beim Tode Hehls laufenden Projekte zu Ende und gilt gemeinhin als sein Nachfolger, soweit es Hehls Schaffen als Kirchenarchitekt betrifft.

## Werk
(unvollständig)

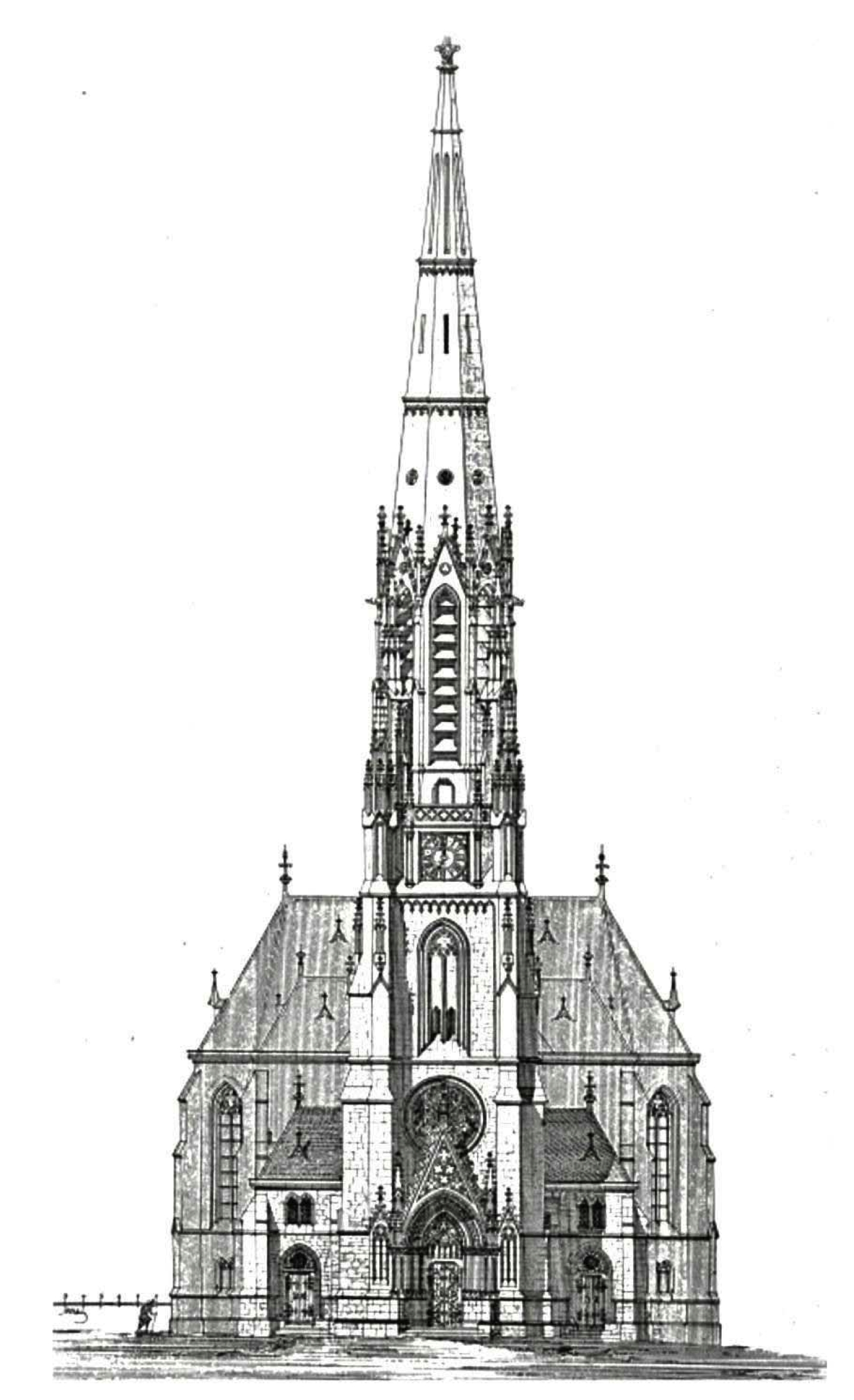
Entwurf für die Barmer Christuskirche

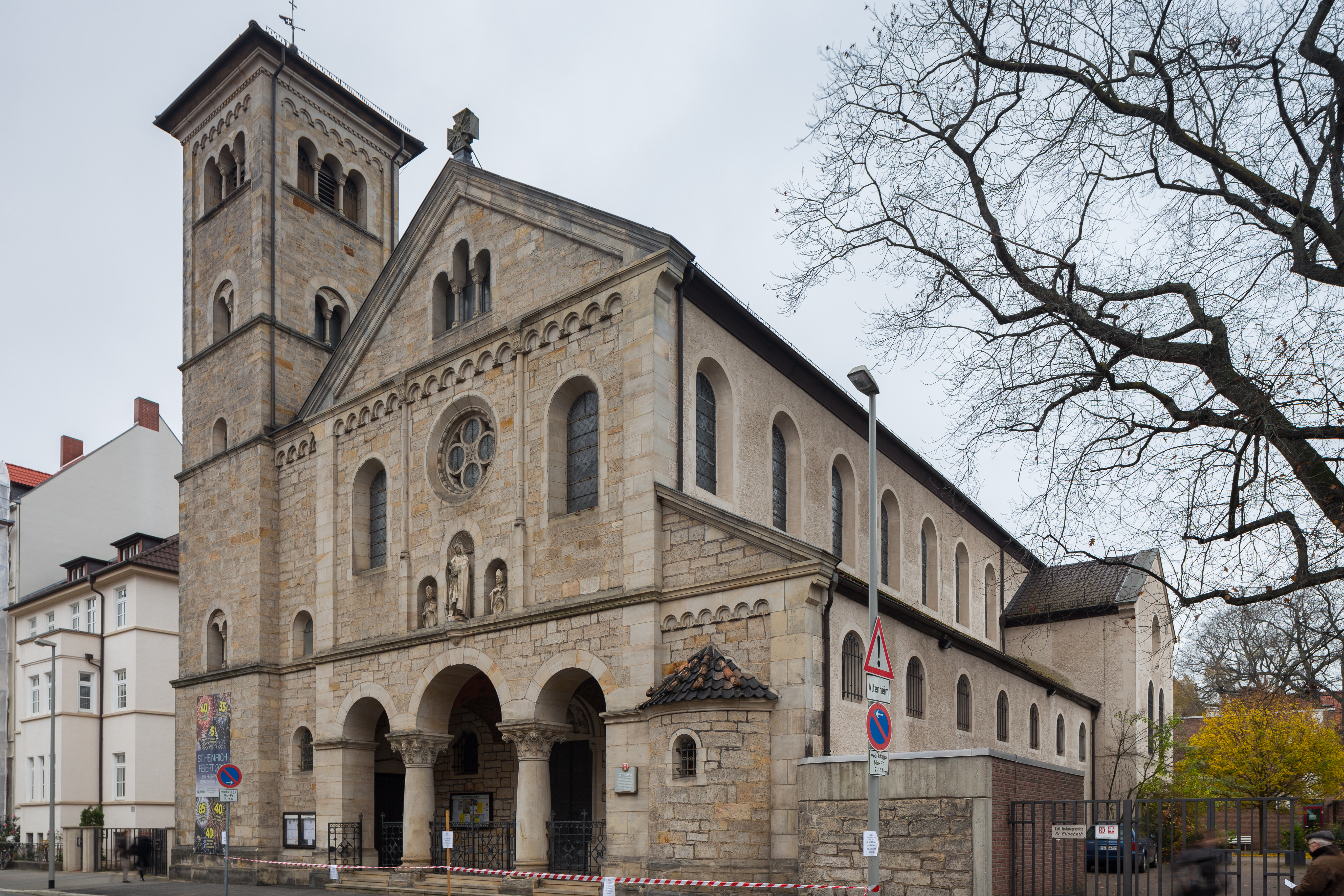
Pfarrkirche St. Elisabeth in Hannover

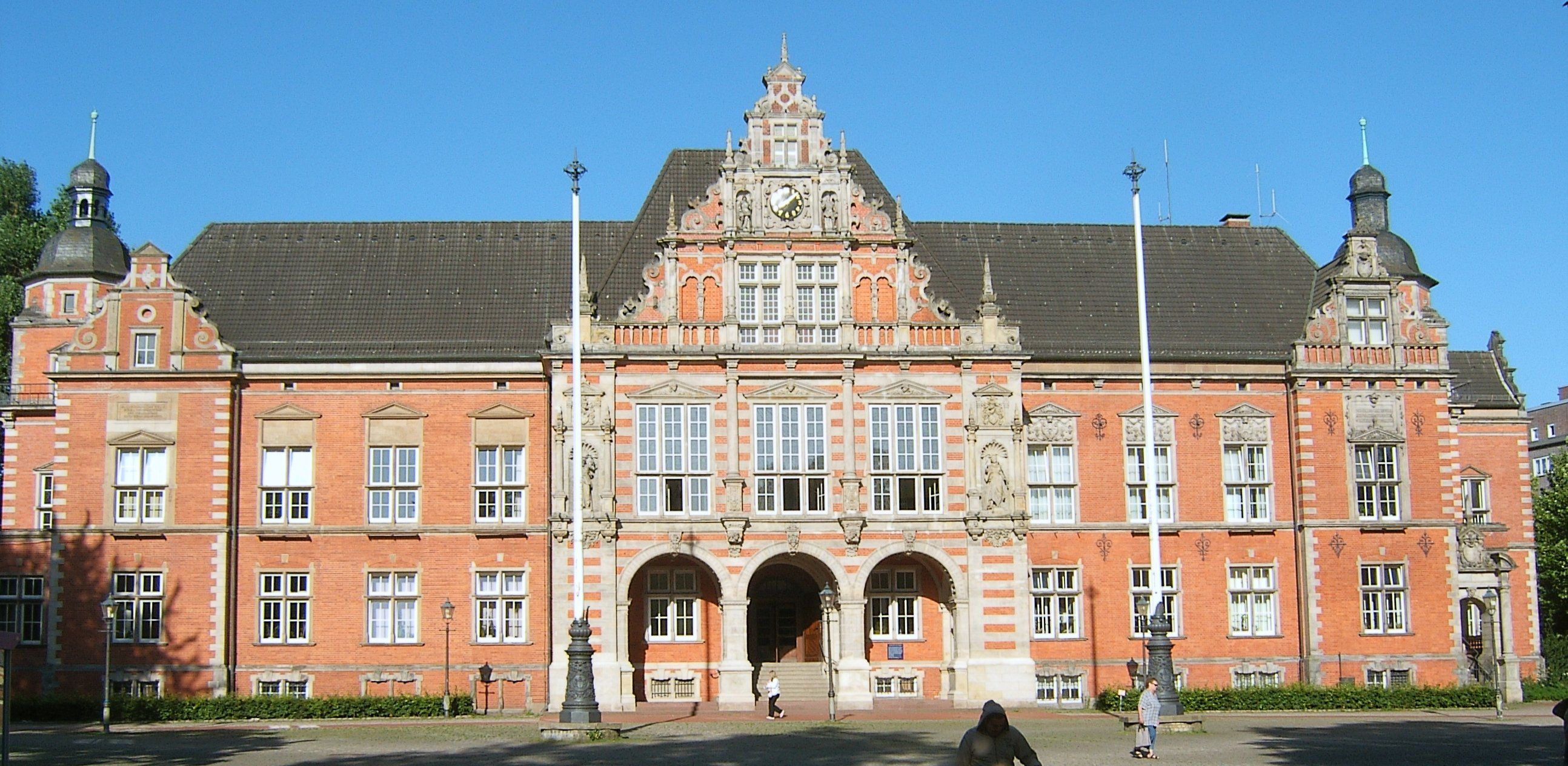
Rathaus Harburg

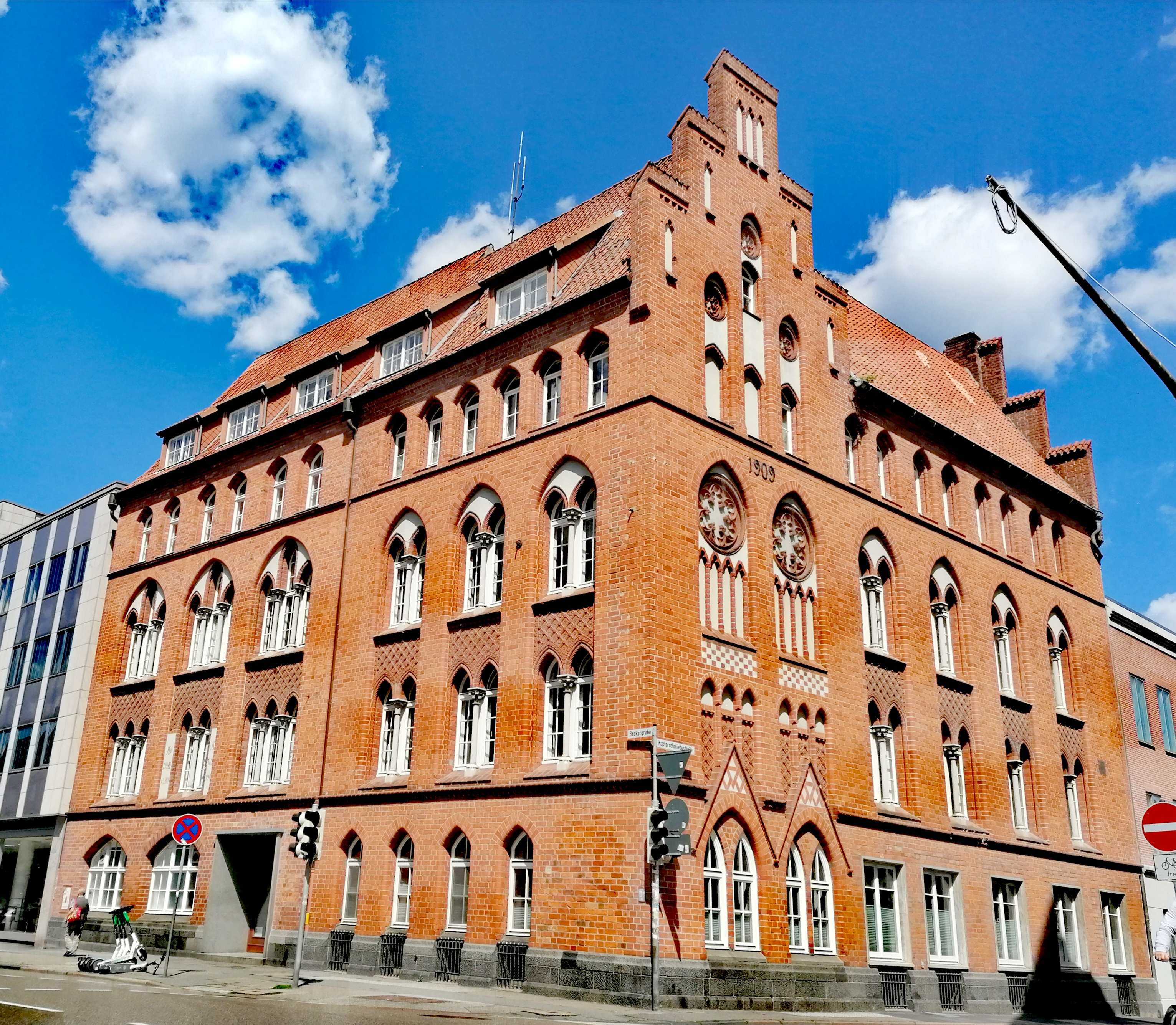
1909 fertiggestelltes Geschäftshaus, Lübeck

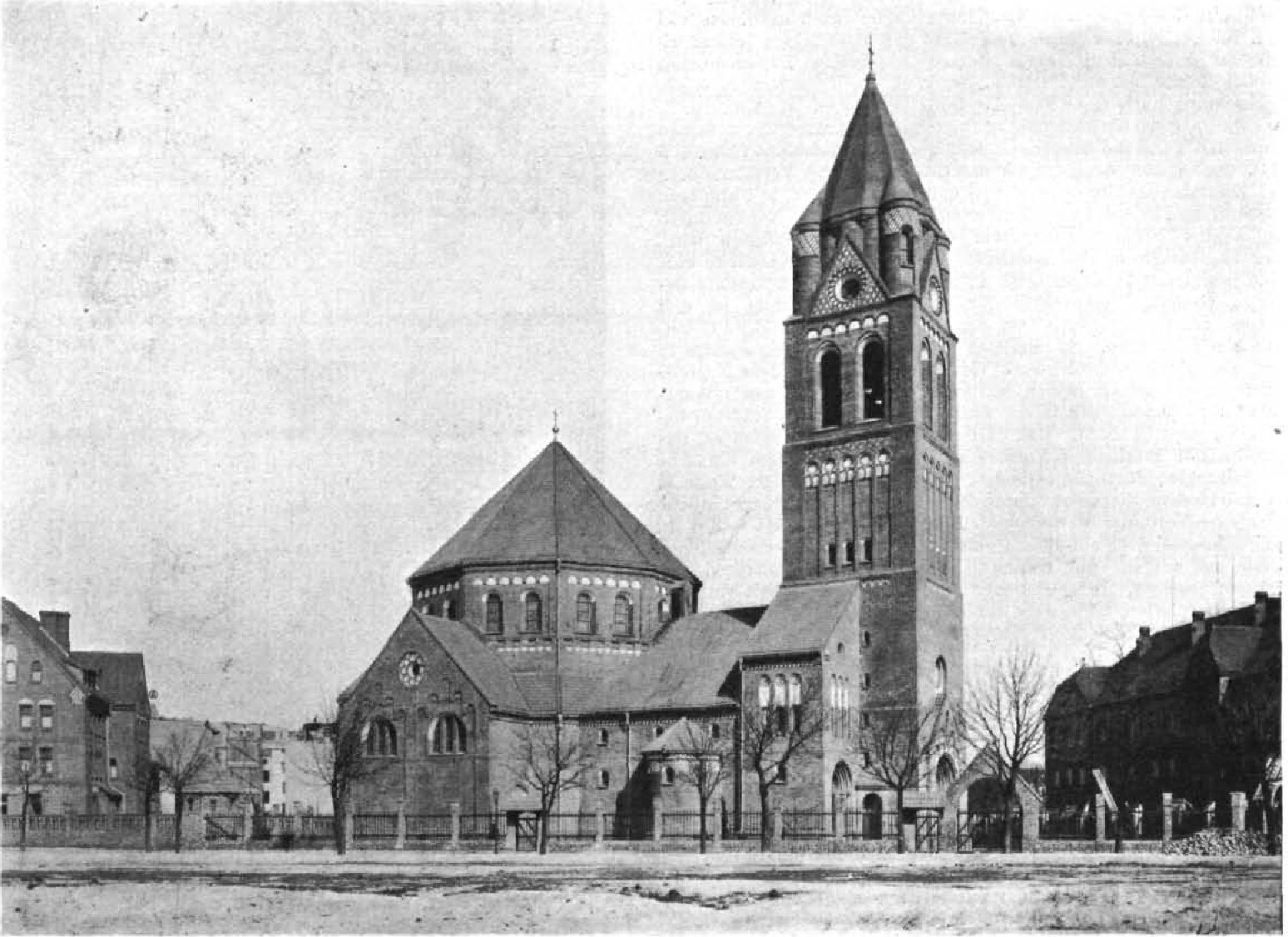
Maria, Hilfe der Christen in Spandau nach der Fertigstellung

- 1873–1874: katholische Pfarrkirche St. Godehard in Linden
- 1876: Wettbewerbsentwurf für die neue evangelische Kirche (später gen. „Christuskirche“) mit Pfarrhaus in Bochum (3. Preis, nicht ausgeführt)[3]
- 1878: Neubau des Vorderhauses für den Konzertgarten Odeon an der Nikolaistraße in Hannover[4]
- 1879: Wohn- und Geschäftshaus für Karl Friedrich Wunder, genannt Wunder-Haus, in Hannover, Friedrichswall 17 (unter Denkmalschutz)
- 1880: Wohnhaus für den Fabrikanten Adalbert Grüter in Bünde (Westfalen)
- 1880–1883: evangelisch-lutherische Dreifaltigkeitskirche in Hannover-Oststadt, Bödekerstraße 23
- 1881: Wohnhaus für den Fabrikanten Karl Möller in (Bielefeld-)Brackwede, Kupferhammer 59 (unter Denkmalschutz)[5]
- 1882: Umbau des St.-Vinzenz-Stiftes in Hannover, Zooviertel, Scharnhorststraße (unter Denkmalschutz)
- 1883–1884: Rathaus in Linden (unter Denkmalschutz)
- 1883–1884: Herrenhaus Gestorf
- 1883–1884: Wettbewerbsentwurf für die Christuskirche Barmen (2. Preis, nicht ausgeführt)
- 1884: Wohn- und Geschäftshaus (sogenanntes „Werner’sches Haus“) in Hannover, Kramerstraße
- 1884–1886: katholische Pfarrkirche St. Cäcilia in Harsum
- 1885–1890: katholische Pfarrkirche St. Marien (Hannover-Nordstadt)
- 1887: Wettbewerbsentwurf für die katholische Pfarrkirche St. Peter in Düsseldorf (prämiert, nicht ausgeführt)
- 1889–1892: Rathaus Harburg in Hamburg-Harburg (im Stil der Weserrenaissance)
- 1891: 'Müllerburg', Wohnhaus für Familie Bruno Müller in Oerlinghausen, Detmolder Straße 24 (unter Denkmalschutz)
- 1892–1893: katholische Pfarrkirche St. Bernward in Hannover-Döhren (unter Denkmalschutz)
- 1894–1895: katholische Pfarrkirche St. Elisabeth in Hannover (Neuromanik, unter Denkmalschutz)
- 1896: evangelisch-lutherische Garnisonkirche am Goetheplatz, (1959 gegen Protest abgerissen, heute an ihrer Stelle Schwesternwohnheim des Friederikenstifts)
- 1896–1897: Schwesternhaus (Hannover)
- 1897–1898: Herz-Jesu-Kirche mit ehemaliger Theresienschule und Hospiz in Berlin-Prenzlauer Berg, Schönhauser Allee und Fehrbelliner Straße
- 1899–1900: katholische Pfarrkirche Rosenkranz-Basilika in Berlin-Steglitz
- 1900–1901: Pfarrhaus der katholischen Herz-Jesu-Gemeinde in Berlin-Charlottenburg, Alt Lietzow 23
- 1901–1902: katholische Pfarrkirche St. Benno in Linden
- 1904: katholische Pfarrkirche Zur Heiligen Familie in Lichterfelde, heute Berlin-Lichterfelde
- 1908: katholische Herz-Jesu-Kirche (Berlin-Zehlendorf)
- 1909: neues Geschäftshaus Emil Possehls in Lübeck, Beckergrube 38 und 40, Kupferschmiedestraße 14–28 arrondierten
- 1910 fertiggestellt: katholische Pfarrkirche Maria, Hilfe der Christen in Berlin-Spandau
- 1912 fertiggestellt: katholische Pfarrkirche St. Maria Mater Dolorosa in Berlin-Lankwitz (von Carl Kühn vollendet)[6]